# Стоэнеску, Мирча
Мирча Стоэнеску (11 октября 1943, Бухарест — 5 января 2022, Дрэгэшани, Вылча) — румынский футболист, центральный защитник, и арбитр. Заслуженный мастер спорта Румынии.

## Биография
Наибольшими достижениями Мирчи Стоенеску как футболиста являются три титула чемпиона с «Динамо Бухарест» в 1962, 1971 и 1973 годах, а также Кубок Румынии 1968 года. Он также играл за «Арджеш» и «Динамо Слатина».
В качестве арбитра он судил матчи высшей лиги Румынии с 1981 по 1988 год.
В 1999 году он был назначен президентом «Динамо Бухарест», до этого в клубе занимал пост секретаря. Также занимал пост члена исполнительного комитета Румынской футбольной федерации, члена дисциплинарной и апелляционной комиссии Профессиональной футбольной лиги Румынии.
В последние годы жизни Мирча Стоэнеску испытывал проблемы со здоровьем. Он и его жена Елена жили в доме престарелых недалеко от Сэфтицы. Он умер в Дрэгэшани 5 января 2022 года в возрасте 78 лет.